# Doll
|  | Denne artikel er oprettet af botten Steenthbot ud fra en ekstern database. Den kan derfor have sproglige fejl eller mangler. Denne skabelon kan fjernes efter kontrol af indholdet. |

Doll er en dansk kortfilm fra 2020 instrueret af Diêm Camille.

## Medvirkende
- Diêm Camille, Lina
- Hervé Touré, Kenneth